# Thomas Fahrner
Thomas Fahrner (* 2. Juli 1963 in Ludwigshafen) ist ein ehemaliger deutscher Schwimmer.

## Leben und sportliche Karriere
Da sein Vater nach beruflich nach Lyon versetzt wurde, zog die Familie mit dem Zweijährigen nach Frankreich. Hier begann er beim ASPTT Lyon seine Schwimmkarriere. Die Sportzeitschrift L’Équipe nannte ihn „le plus Français des Allemands“ („der französischste der Deutschen“). Von 1982 bis 1984 studierte er an der Universität Lyon III Betriebswirtschaftslehre und Mathematik, anschließend Business Administration an der University of Southern California (B.S., 1987) sowie an der Harvard University (MBA, 1996).
Fahrner wurde als Einzelschwimmer 1983 Deutscher Meister über 400 und 1500 m Freistil sowie 1987 und 1988 über 100 m Freistil. Außerdem gewann er in der Staffel für den EOSC Offenbach die Deutsche Meisterschaft 1985 über 4 × 200 m Freistil und 4 × 100 m Lagen. 1986 und 1987 wurde er mit dem EOSC Deutscher Mannschaftsmeister.
Bei den Olympischen Spielen 1984 in Los Angeles galt er als Mitfavorit auf den Olympiasieg über 400 m Freistil, scheiterte jedoch mit seiner gewählten Strategie: Fahrner wollte nach eigener Aussage im Vorlauf absichtlich langsam schwimmen, um im Finale auf einer der Außenbahnen starten und mit einem Blick alle Konkurrenten beobachten zu können. Trotz eines Sieges im Vorlauf scheiterte er dadurch bei der Qualifikation um einen Finalplatz um neun Hundertstel Sekunden. Im B-Lauf schwamm er dann olympischen Rekord und somit schneller als der Amerikaner George DiCarlo bei seinem Olympiasieg. Er ist damit der einzige Schwimmer der olympischen Geschichte, der im selben Wettbewerb alle Läufe gewann und einen olympischen Rekord aufstellte und dennoch nicht Olympiasieger wurde. Fahrner wurde in der Endwertung Neunter. In diesem olympischen Wettbewerb erreichte Fahrner außerdem Bronze über 200 m Freistil und Silber mit der 4 × 200-m-Staffel.
Bei den Olympischen Spielen 1988 in Seoul schaffte er mit der deutschen Staffel über 4 × 200 m nochmals Bronze und wurde außerdem 8. über 200 m Freistil, 14. über 100 m Freistil und 4. über 4 × 100 m Lagen.
Bei den Schwimmeuropameisterschaften wurde er mit der deutschen Mannschaft viermal Europameister, 1983, 1985 und 1987 über 4 × 200 m Freistil, 1985 außerdem über 4 × 100 m Freistil. 1983 wurde er Dritter über 200 m Freistil. 1987 wurde er Dritter über 400 m Freistil und gewann mit der 4 × 100-m-Freistilstaffel den zweiten Platz.
Bei den Weltmeisterschaften 1986 in Madrid wurde er Dritter mit der 4 × 200-m-Freistilstaffel und belegte den vierten Platz über 200 m Freistil.
Mit der 4 × 200-m-Freistilstaffel (unter anderem zusammen mit Rainer Henkel und Michael Groß) erzielte Thomas Fahrner mehrere Welt- und Europarekorde.